# Lug (miasto Trebinje)
Lug (cyr. Луг) – wieś w Bośni i Hercegowinie, w Republice Serbskiej, w mieście Trebinje. W 2013 roku liczyła 8 mieszkańców.